# Dongfeng (Liaoyuan)
Dongfeng (chinesisch 东丰县, Pinyin Dōngfēng Xiàn) ist ein chinesischer Kreis der bezirksfreien Stadt Liaoyuan in der Provinz Jilin. Er hat eine Fläche von 2.524 km² und zählt 355.078 Einwohner (Stand: Zensus 2010). Sein Hauptort ist die Großgemeinde Dongfeng (东丰镇).

## Administrative Gliederung
Auf Gemeindeebene setzt sich der Kreis aus zwölf Großgemeinden und zwei Gemeinden (davon eine der Mandschu und Koreaner) zusammen.